# Rifugio Vallanta
Il rifugio Vallanta è un rifugio situato nel comune di Pontechianale (CN), in valle Varaita, nelle Alpi Cozie, a 2450 m s.l.m.

## Storia
Fu costruito negli anni ottanta del Novecento poco più a valle del più antico e storico rifugio Gagliardone, il quale, per motivi di deperimento della struttura, adesso è in disuso. La sua morfologia che richiama la forma della piramide del Monviso, è degli architetti Giuseppe Bellezza e Maurizio Momo. L'inaugurazione avvenne nel 1988.

## Caratteristiche
Il rifugio si trova nel vallone di Vallanta, ai piedi della parete nord-ovest del Monviso, a ridosso del laghetto della Bealera Founsa. È dotato di impianto elettrico, alimentato da una centralina idraulica che sfrutta le acque del vicino laghetto. Grazie alla produzione propria di energia elettrica, il rifugio è stato dotato di riscaldamento elettrico, in funzione anche nei periodi di chiusura nel locale invernale (almeno quando il lago non è completamente ghiacciato). Ha acqua corrente e servizi igienici interni, con docce calde. Offre servizio bar, ristorante ed alberghetto.
Dispone di 25 posti nel locale invernale e di 50 in quello estivo, per un totale di 75 posti letto disponibili nella stagione estiva.
Dal 2007 il rifugio è dotato di collegamento Internet satellitare, realizzato dalla Regione Piemonte nell'ambito del programma Wi-Pie. È stata anche installata una webcam che, nel periodo di apertura, permette di avere una visuale aggiornata ogni 5 minuti sul versante ovest del Monviso.
Per un periodo il rifugio ha utilizzato come dépendance il vecchio rifugio Gagliardone, oggi pericolante e definitivamente abbandonato.

### Il rifugio Gagliardone

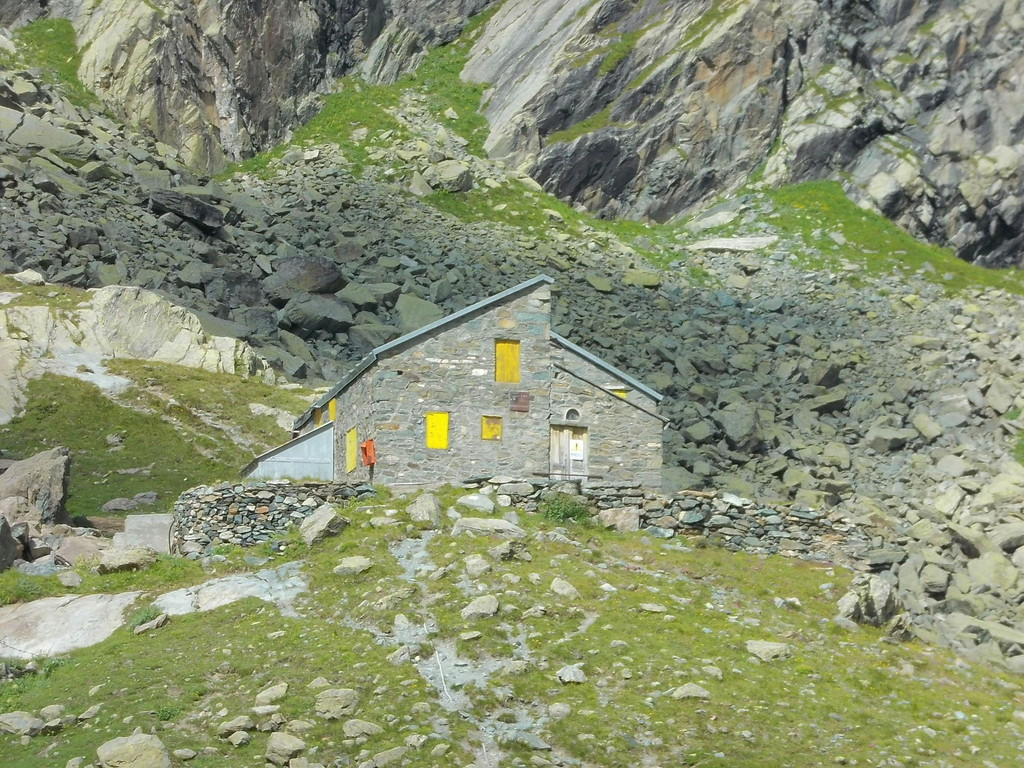
Il rifugio Gagliardone, nei pressi del nuovo rifugio Vallanta.

Il rifugio Giuseppe Gagliardone è situato ai piedi della parete ovest del Monviso, sotto la conca terminale del vallone di Vallanta, a poca distanza dall'attuale rifugio Vallanta.
Fu costruito nel 1935 col nome "rifugio Città di Saluzzo"; distrutto da una valanga nella primavera del 1936, fu ricostruito e riattivato nel 1940, per essere nuovamente distrutto da un'altra valanga nel 1944. Una successiva ricostruzione, iniziata nel 1948, portò alla riapertura nel 1954, con la nuova dedica a Giuseppe Gagliardone.
A fianco del rifugio era presente una cappelletta, distrutta da una valanga nel 1973 e mai ricostruita, di cui restano solo le fondamenta.
Con l'inaugurazione del rifugio Vallanta, il rifugio Gagliardone ne è diventato una dépendance, ma col tempo il suo utilizzo è via via diminuito. Oggi è definitivamente in disuso, ed in stato di abbandono, anche se sono stati effettuati studi per il suo recupero.
Durante il suo periodo di attività, il rifugio aveva 31 posti letto, ed era gestito dalla sezione di Saluzzo del Club Alpino Italiano.

## Accessi
Il rifugio è accessibile a piedi dalla frazione Castello (1604 m) di Pontechianale, risalendo il Vallone di Vallanta in circa 2.30 h, dalla frazione Maddalena partendo dal rifugio Savigliano e passando dalla località Le Conce, oppure da Chianale, percorrendo il vallone di Soustra fino al passo della Losetta e scendendo da lì verso il rifugio (4 h circa).
Il rifugio è raggiungibile anche per mezzo della seggiovia Le Conce (che è stata chiusa per ristrutturazione dal 2004 al 2011) con partenza da Maddalena ed arrivo alla località omonima, da cui segue il sentiero (2 h circa, classificato "per alpinisti").

## Ascensioni
- Monviso (3841 m s.l.m.)
- Viso di Vallanta (3781 m s.l.m.)
- Monte Losetta (3054 m s.l.m.)
- Triangolo di Caprera (2763 m s.l.m.)
- Punta Caprera (3387 m s.l.m.)
- Visolotto (3348 m s.l.m.)
- Cadreghe di Viso (3190 m s.l.m.)
- Punta Gastaldi (3214 m s.l.m.)

## Traversate
- Rifugio Vitale Giacoletti (2741 m s.l.m.) in alta Valle Po
- Rifugio Viso (2460 m s.l.m.) nella valle del Guil (Francia)
- Rifugio Quintino Sella al Monviso (2640 m s.l.m.) in alta Valle Po
- Bivacco Berardo (2710 m s.l.m.) nel vallone delle Forciolline
- Bivacco Bertoglio (2760 m s.l.m.) nel vallone delle Giargiatte
- Rifugio Bagnour (2020 m s.l.m.) alla base del vallone dei Duc
- Rifugio Alevè (1580 m s.l.m.) a Castello di Pontechianale

Il rifugio è tappa del Giro di Viso, giro tutt'intorno al Monviso passando di rifugio in rifugio.
Si trova inoltre sul percorso blu della Via Alpina, sulla tappa D47 dal rifugio Viso al rifugio Savigliano.